# You Were Never Really Here
You Were Never Really Here is een Brits-Frans-Amerikaanse film uit 2017, geschreven en geregisseerd door Lynne Ramsay. De film ging op 27 mei in première op het filmfestival van Cannes in de competitie voor de Gouden Palm.

## Verhaal
De oorlogsveteraan Joe wordt gekweld door een duister verleden. Hij heeft de taak op zich genomen om vrouwen te redden uit de handen van mensensmokkelaars. Tijdens het redden van een meisje uit een bordeel in Manhattan loopt het mis. Machtige en corrupte mensen zinnen op wraak en gaan op jacht naar hem.

## Rolverdeling
| Acteur             | Personage           |
| ------------------ | ------------------- |
| Joaquin Phoenix    | Joe                 |
| Ekaterina Samsonov | Nina Votto          |
| Alessandro Nivola  | Gouverneur Williams |
| John Doman         | John McCleary       |
| Judith Roberts     | Joe’s moeder        |
| Alex Manette       | Senator Votto       |

## Prijzen en nominaties
De belangrijkste:
| Jaar | Prijs                   | Categorie      | Genomineerde(n)           | Uitslag  |
| ---- | ----------------------- | -------------- | ------------------------- | -------- |
| 2017 | Filmfestival van Cannes | Beste scenario | Lynne Ramsay              | Gewonnen |
| 2017 | Filmfestival van Cannes | Beste acteur   | Joaquin Phoenix ( Appie ) | Gewonnen |